# Feminismo en Chile

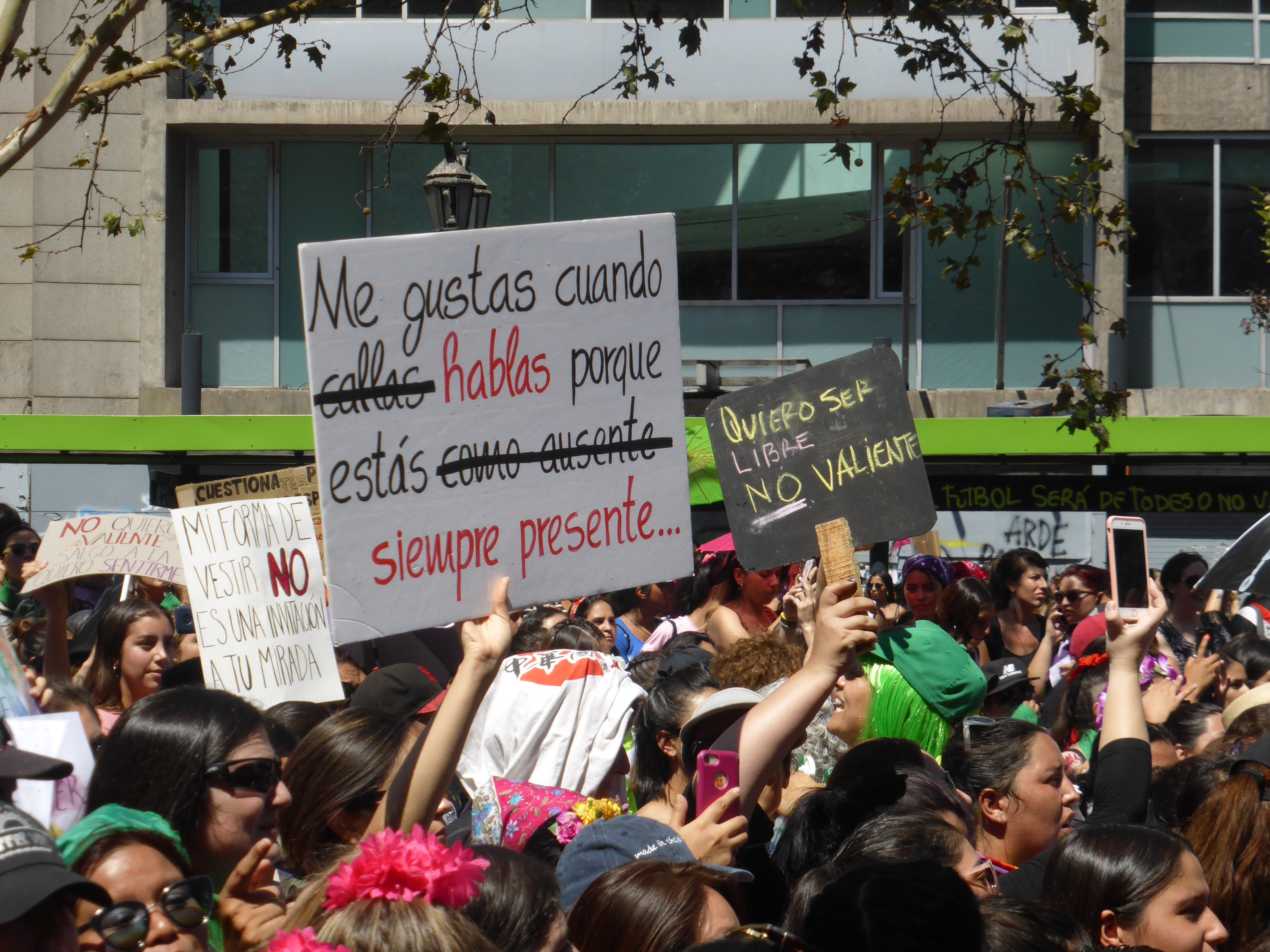
Marcha del Día de la Mujer en 2020, en Santiago de Chile.

El feminismo en Chile es la manifestación del movimiento feminista en Chile.

## Historia

### Colonias
Al igual que en el resto de Latinoamérica, la tradición feminista en Chile se manifiesta incluso desde antes de la llegada de los españoles. La presencia de la machi como figura central de la espiritualidad y el ceremonial asociado tanto como la conexión con la tierra que se manifiesta en los fundamentos de la religión mapuche, muestran la importancia y la valoración de la mujer que existía en su sociedad.
Cuando se inicia la conquista de territorio, Pedro de Valdivia incluye en su destacamento a la legendaria Inés de Suárez. Ella le asiste en el proceso y, más aún, en su ausencia se hace cargo de la recién fundada ciudad de Santiago para montar la defensa frente al levantamiento de Michimalonco durante 1.541. Personalmente decapita a Quilicanta y otros líderes que habían sido tomados como rehenes, arrojando sus cabezas para provocar el pánico y la consiguiente huida de los picunches.
Posteriormente, al desarrollarse la guerra en La Frontera la escasa población femenina era la que mayoritariamente permanecía en la zona central del país y regulaba las relaciones cotidianas de manera tácita, puesto que su contraparte masculina estaba enfrascada en la guerra.

### Siglo XIX
La independencia de Chile estuvo marcada por la presencia femenina en el ámbito social; especialmente Javiera Carrera, cuyo hermano José Miguel Carrera promovió la fundación de escuelas para mujeres.
A finales del siglo XIX comenzaron las primeras manifestaciones feministas, surgió el movimiento obrero de mujeres en Chile centrándose en la ciudad de Valparaíso con la creación de la Sociedad de Unión y Fraternidad de obreras (1890), el que se convertiría en el primer sindicato de mujeres obreras a nivel nacional, posteriormente se expande hasta Antofagasta donde Eloísa Zurita asumió la dirigencia de este sindicato. Desde otro ámbito, se logró el ingreso de las mujeres en los niveles superiores de educación y las profesiones. Paulina Starr fue la primera mujer dentista (1884) y Ernestina Pérez y Eloísa Díaz las primeras que recibieron el título de médicas (1887). También a finales de siglo XIX, en 1889 nació Gabriela Mistral, una de las principales poetisas de América Latina.

### Siglo XX

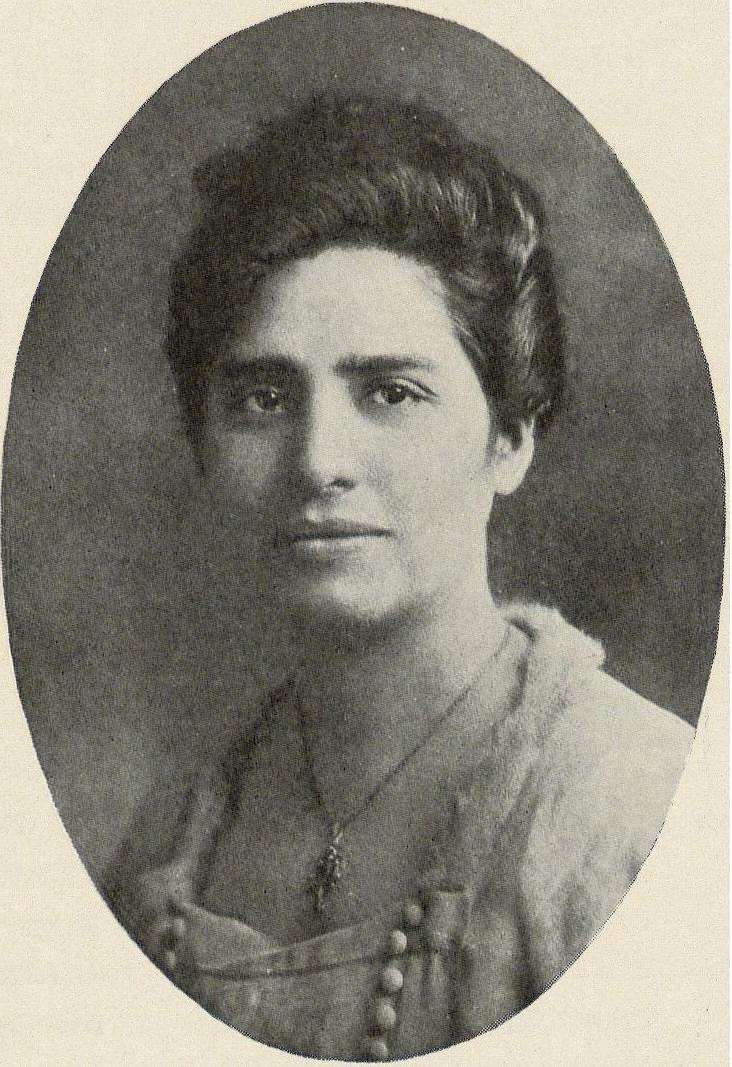
Amanda Labarca

En los primeros años del siglo XX destacan los avances en la inclusión progresiva de la mujer al mundo laboral, cultural y político. Principalmente correspondían a mujeres de la élite con acceso a la educación y elevados niveles de influencia en el mundo aristocrático; como también artesanas que se desempeñaban en talleres, mayoritariamente de producción textil.
En 1915 Amanda Labarca, pionera activista feminista y sufragista fundó el Círculo de Lectura. El presidente la designó directora del Liceo para niñas Rosario Orrego en Santiago, a pesar de las acusaciones de los conservadores de que ello significaba "una traición para preceptores y pare el ejercicio del catolicismo en Chile" y la renuncia del gabinete. Por otro lado creó la Federación Chilena de Instituciones Femeninas desde donde trabajó por el derecho de las mujeres al voto. Se disolvió cuando se logró.
En 1918 se fundó la Unión Femenina de Chile. En 1919 el Consejo Nacional de la Mujer, para luchar por los derechos civiles y políticos para las mujeres, entre ellos el sufragio, el divorcio, el control de la natalidad y el acceso al mercado laboral. En 1922 se fundó el Partido Cívico Femenino, en 1928 la Unión Femenina de Chile de Valparaíso, la Asociación de Mujeres Universitarias en 1931, el Comité Nacional pro Derechos de la Mujer en 1933 y la Federación Chilena de Instituciones Femeninas, FECHIF, en 1944, con sedes tanto en Santiago como en provincias. Las mujeres que formaron parte de estas organizaciones eran sobre todo mujeres de clase media, abogadas y profesoras o mujeres ligadas a actividades comerciales y productivas. La excepción a dichas organizaciones la constituyó el Partido Cívico Femenino que, pese a su denominación, nunca actuó como partido político y no declaró una posición ideológica sólida respecto de los derechos políticos femeninos, aunque cabe destacar que si logró mantener una publicación periódica, Acción Femenina.

#### Derecho al voto
A causa de la oposición de los partidos anticlericales y de izquierda, debido a la tendencia conservadora del electorado femenino, el voto de las mujeres se retardó por varias décadas. En 1934 se aprobó el voto femenino para las elecciones municipales y en 1949 para las elecciones presidenciales y parlamentarias. Las mujeres participaron por primera vez en la elección presidencial de 1952, cuando fue elegido Carlos Ibáñez del Campo. Desde entonces, su participación en los procesos electorales se fue ampliando progresivamente hasta llegar en 1970 a la paridad con los votantes masculinos.

#### Derechos sociales, económicos y legales
En 1935 se formó el Movimiento Pro-Emancipación de las Mujeres de Chile (MEMCh), con el objetivo de organizarse para la lucha por su liberación social, económica y legal. 
En 1944 se celebró el primer Congreso Nacional de la Mujer.
En 1946 María de la Cruz fundó el Partido Femenino de Chile y contribuyó a la creación de un movimiento que fue especialmente importante en las elecciones presidenciales de 1952 para la elección de Ibáñez.
En 1951 la abogada Inés Enríquez se convirtió en la primera mujer en ostentar el cargo de diputada y en 1953 María de la Cruz fue la primera senadora electa.
En 1973 muchas mujeres de clase media fueron movilizadas en las manifestaciones por la escasez de alimentos. El 11 de septiembre de 1973 un golpe de Estado derrocó al Presidente Salvador Allende. La situación y los derechos de las mujeres se deterioraron. Muchas mujeres se organizaron y participaron en comités de resistencia a la dictadura.
El movimiento feminista y de mujeres en la dictadura militar de Chile fue un movimiento social llevado adelante por mujeres que resistieron a la dictadura militar y que lucharon por lograr una democracia con derechos plenos para las mismas. Surgió a fines de los años 70 y alcanzó una amplia masividad en los 80, desarrollándose en el contexto de un auge del feminismo a nivel latinoamericano y mundial. Tuvo hitos importantes como la concentración “Hoy y no mañana” de alrededor de 10 000 mujeres en el Teatro Caupolicán el 23 de diciembre de 1983 y de aproximadamente 25 000 mujeres en el Estadio Santa Laura el 8 de marzo de 1988.
En marzo de 1983 las feministas chilenas reclamaban "Democracia en el país y en la casa" condensando un posicionamiento en lo público que incorporaba la política de lo privado. Una posición que recogió en sus análisis Julieta Kirkwood y que influyó en otros países latinoamericanos explica la socióloga peruana Virginia Vargas.
1983 fue también el año de creación del movimiento Mujeres por la vida que nació como resistencia a la dictadura Pinochet. Entre sus miembros estaba la escritora y activista Mónica Echeverría, Kena Lorenzini, Estela Ortiz, Lotty Rosenfeld y Fanny Pollarolo.

### SigloXXI

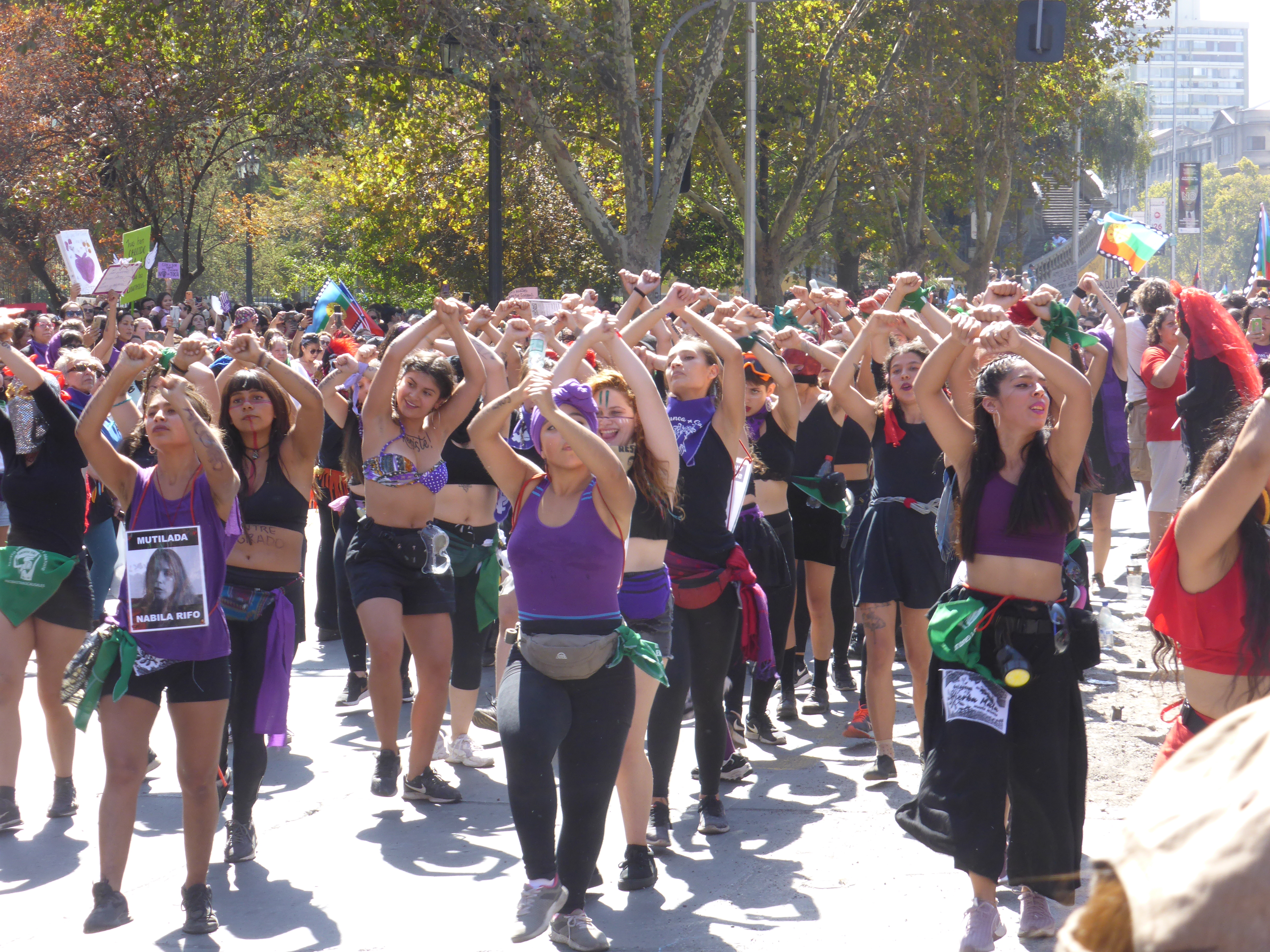
Manifestación del 8 de marzo de 2020 en la avenida Alameda.

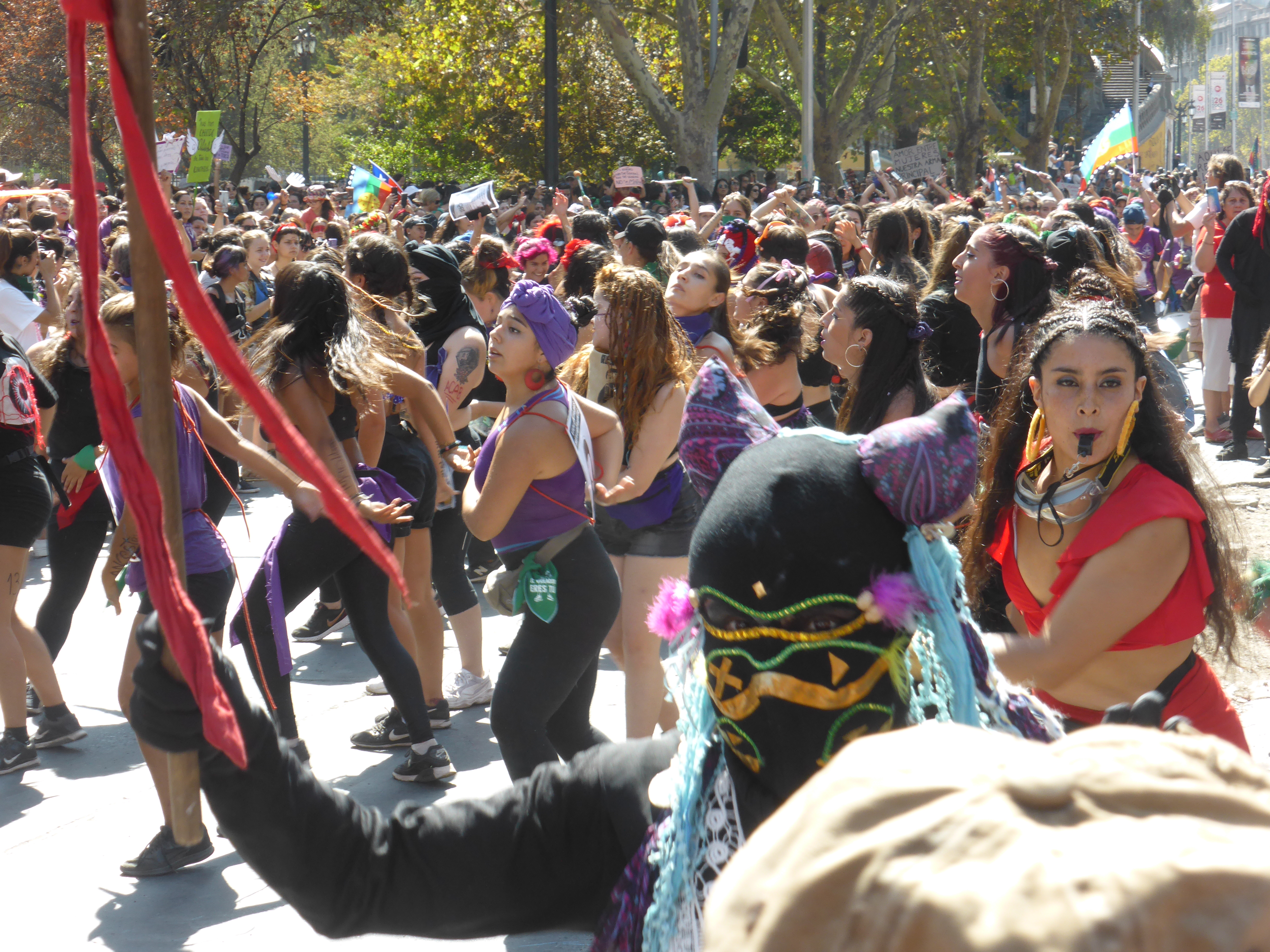
Marcha feminista del 8 de marzo de 2020.

En 2006 Michelle Bachelet se convirtió en la primera presidenta de Chile.
La paridad promovida por Bachelet no sobrevivió. La mitad de los ministerios de su primer gobierno estaban ocupados por mujeres; en el equipo de su sucesor, Sebastián Piñera, apenas alcanzan el 18 %.
En la década de 2010 se ha visto un fuerte impulso del movimiento feminista tanto dentro de las agendas programáticas de diferentes movimientos sociales como así el posicionamiento de temas en la agenda pública. En 2018, se dio un proceso de largas protestas y manifestaciones, lideradas principalmente por movimientos universitarios y secundarios, en contra de la violencia de género y la desigualdad entre hombres y mujeres, llamado el Mayo Feminista.
El 8 de marzo de 2020 tuvo lugar una multitudinaria marcha feminista en Santiago de Chile, en el contexto del Día Internacional de la Mujer. Estimaciones cifraron desde 125 000 hasta 2 millones de personas asistentes a la manifestación.